# 塚越佳祐
塚越 佳祐（つかごし けいすけ、1996年2月19日 ‐ ）は、日本のプロレスのレフェリー 。

## 経歴
元々はリング屋さんとしてノアの設営チームに入門。
働くうちに「レフェリーをやらないか？」と声がかかり、2020年6月12日、ノア特設アリーナ（TVマッチ）における吉岡世起 vs カズ・ハヤシ戦でレフェリーデビュー。
サウスポーである。
デビュー後は主に序盤から中盤にかけての試合を担当していたが、2024年4月頃からは時よりメインの試合を裁くようになった。
同年5月4日両国国技館、7月13日日本武道館ではGHCヘビー級選手権試合をも担当。
また、2024年5月20日後楽園ホールで行われたマリーゴールド (女子プロレス)の旗揚げ戦でのレフェリーも務めた。
ちなみに、プライベートでは同い年でもある清宮海斗と仲が良い。